# C-701
Il C-701 è un missile antinave (poi sviluppato anche come missile terra-aria) lanciabile da postazioni di terra, navali e aerei costruito dalla Repubblica Popolare Cinese.

## Caratteristiche
È un missile "leggero", in grado di scatenare una potenza distruttiva inferiore al kilotone avendo una testata decisamente inferiore ai suoi fratelli maggiori; è lungo 2,5 metri e possiede un raggio operativo di 15 km con una velocità pari a 800 km/h (più o meno quella di un Harpoon) ed è teleguidato, non richiede una particolare postazione complessa per l'operazione. La guida è radar e non IR.
Un paragone occidentale potrebbe essere il missile Maverick, ma quest'ultimo è lanciabile solo da apparecchi aerei.

## Varianti
Il modello c-701 iraniano è chiamato Kosar (in farsi "freccia") e usa un sistema di puntamento prodotto in proprio, ma con la stessa testata del modello cinese.

## Utilizzi operativi
Nella notte del 14 luglio 2006, un C-701, quasi sicuramente di origine iraniana, ha centrato un lato della corvetta stealth israeliana INS Hanit, appartenente alla classe Sa'ar 5. I danni hanno provocato un vasto incendio di bordo nella zona dell'hangar dell'elicottero con la morte di 4 marinai; la manovrabilità della nave è stata compromessa.
I sistemi antimissile della nave (i Barak) erano disattivati per il numeroso traffico aereo che la zona stava sperimentando; fonti diverse parlano di un jamming (disturbo elettronico) dei sistemi antimissile della Hanit, operazione che avrebbe richiesto un personale fortemente specializzato nella guerra elettronica. L'attacco comprendeva il lancio di due missili, il C-701 che colpì la nave e un più potente C-802 che invece la mancò, deviato dalle contromisure passive della nave (chaff) o da un errore di puntamento, colpendo invece una nave civile egiziana.